# Гельмут Грубе
Гельмут Грубе (нім. Helmut Grube; 7 травня 1893, Гоен-Шпренц — 5 грудня 1978, Шлезвіг) — німецький офіцер, контрадмірал-інженер крігсмаріне (1 лютого 1942). Кавалер Німецького хреста в сріблі.

## Біографія
1 жовтня 1912 року вступив в кайзерліхмаріне. Учасник Першої світової війни. Після демобілізації армії залишений в рейхсмаріне. З 20 вересня 1933 року — консультант Морського керівництва, з 30 жовтня 1935 року — інспекції корабельних машин, з 10 жовтня 1938 року — командування випробування кораблів нової конструкції. 14 листопада 1939 року очолив штаб командування. З 8 січня 1941 року — начальник відділу електричних систем, відправки сировини, запчастин і ремонту групи машинних операцій Головного управління кораблебудування ОКМ. З 20 січня 1943 по 31 грудня 1944 року — інженерний офіцер в штабі командування морської групи «Захід» і директор відділу постачання. З 1 лютого 1945 року — начальник командування випробування кораблів нової конструкції

## Нагороди
- Залізний хрест 2-го класу
- Почесний хрест ветерана війни з мечами
- Медаль «За вислугу років у Вермахті» 4-го, 3-го, 2-го і 1-го класу (25 років)
- Хрест Воєнних заслуг 2-го і 1-го класу з мечами
- Німецький хрест в сріблі (28 серпня 1944)